# BA-Service-Haus
Das BA-Service-Haus ist der zentrale und operative Dienstleister für die Bundesagentur für Arbeit. 
Es handelt sich um eine so genannte „besondere Dienststelle“, die für die Bundesagentur für Arbeit Serviceaufgaben wie Einkauf, Finanzen, Personal und Anwenderservice/Infrastruktur erbringt. Zusätzlich verantwortet das BA-Service-Haus auch operative sowie administrative Dienstleistungen für BA-Dienststellen am Standort Nürnberg wie beispielsweise den Anwender- und Kundensupport für IT-Anwendungen. 
Der Hauptsitz des BA-Service-Hauses ist Nürnberg. Hier sind ca. 1.500 Mitarbeiter beschäftigt. Daneben arbeiten weitere 3.800 Mitarbeiter des BA-Service-Hauses in rund 50 bundesweit verteilten Standorten.